# Марина ди Ардеа-Тор Сан Лоренцо (Рим)
Марина ди Ардеа-Тор Сан Лоренцо је насеље у Италији у округу Рим, региону Лацио.
Према процени из 2011. у насељу је живело 20216 становника. Насеље се налази на надморској висини од 4 м.